# 福知山道路

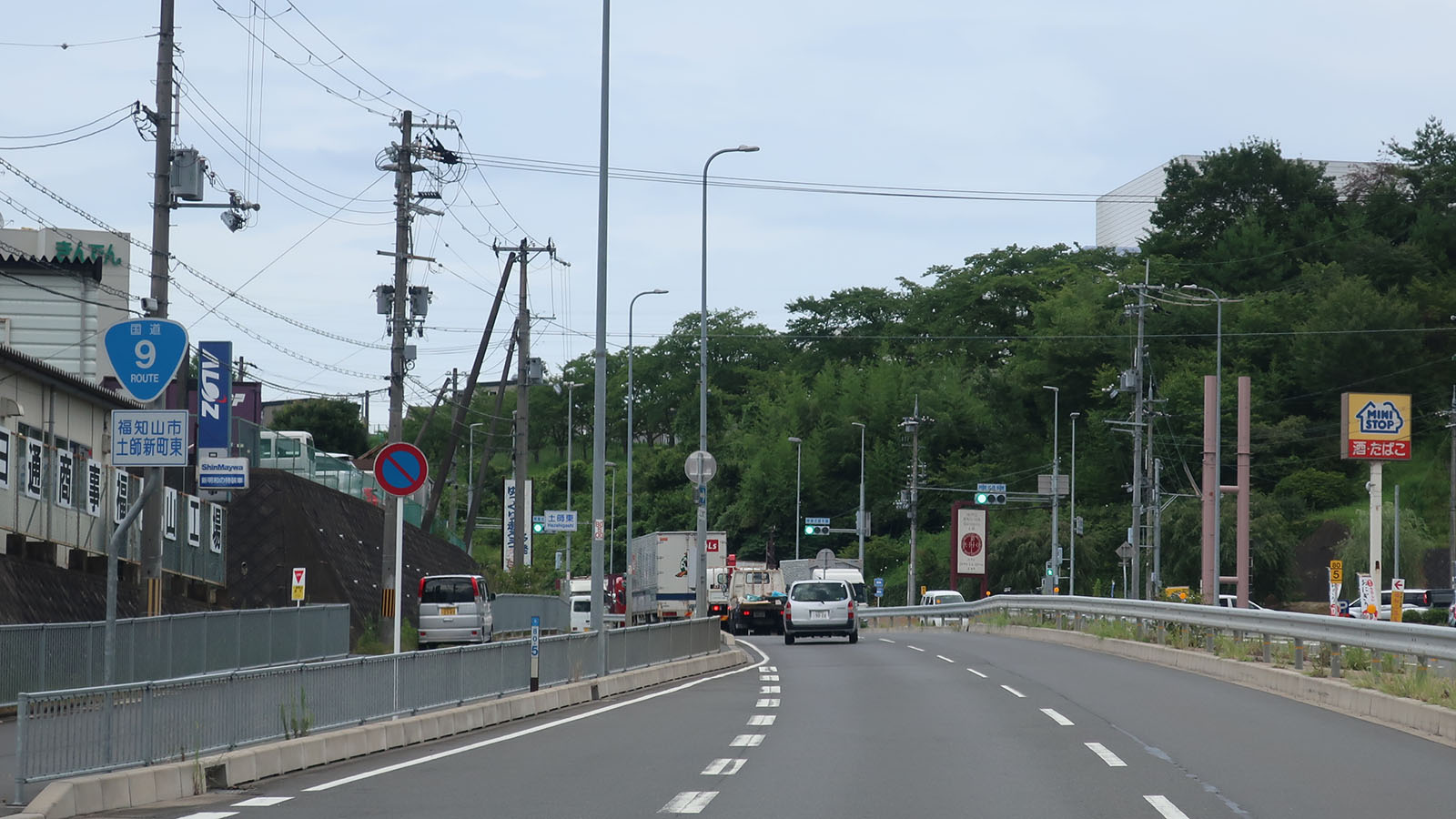
福知山道路
京都府福知山市土師新町

福知山道路（ふくちやまどうろ）は、京都府福知山市長田野から同市字新庄の一般国道9号の4車線・バイパス道路化事業である。延長5.8kmのうち4.4kmは開通済であり、福知山市北羽合〜同市新庄の区間で事業（用地調査・道路設計）が行われている。この道路の東堀交差点から終点の新庄交差点までは、国道9号と国道175号（イナゴ）・国道176号（イナロク）との重複区間となっている。

## 概要
福知山市内の交通混雑の緩和、快適で安全な歩行空間の確保、地域の活性化等を目的として、既存の一般国道9号福知山バイパス（1964年9月開通）の4車線化及び主要な交差点の立体化を行う5.8kmの事業である。福知山市の福知山駅南土地整理計画事業、緑ヶ丘土地整理計画事業とともに事業が行われている。既に福知山市長田野〜同市北羽合の区間の工事は完了し、供用されている。現在は同市北羽合〜同市字新庄の1.4kmの区間が事業中である。またこの事業区間の終点のである同市字新庄の新庄交差点では、合流する一般国道429号側が鋭角な反則交差点となっている。このため交通渋滞が発生して通行の支障になっているほか、線形が不良で歩道が無く、歩行者の安全確保が必要であるため、交差点の改良と道路拡幅、歩道を整備する事業が付近の400mの区間で行われている。この事業は令和5年度に終了する予定である。
近年、沿線ではロードサイド店の出店が相次いでいる。また、福知山市東羽合町の路線価は北近畿で一番高くなっている。

## 路線データ
- 起点 : 京都府福知山市長田野
- 終点 : 京都府福知山市新庄
- 延長 : 5.8km
- 道路規格 : 第4種第1級
- 設計速度 : 60km/h
- 幅員 : 40.0（土工部）、41.5（高架部）m
- 車線数 : 4車線
- 車線幅 3.50m
- 最小曲線半径 : 200m
- 最急縦断勾配 : 4%
- 計画交通量 : 41,500台/日
- 交通量（平成26年） 福知山河川国道事務所調べ[1]
  - 福知山市羽合 : 22,600台
  - 同市東堀 : 26,200台

## 歴史
- 1964年（昭和39年）9月1日 - 一級国道9号・二級国道175号明石舞鶴線の福知山バイパスが開通。これに先立ち同年4月1日に二級国道176号福知山大阪線の起点を福知山市内記（京都府道24号終点）から福知山市上天津へ変更し延長されている[3]。
- 1965年（昭和40年）4月1日 - 一級国道9号を一般国道9号へ、二級国道175号明石舞鶴線を一般国道175号へ、二級国道176号福知山大阪線を一般国道176号へ改称。
- 1978年（昭和53年） - 土師工区（2.3km、福知山市長田野〜同市野家）を事業化
- 1981年（昭和56年） - 土師工区の用地着手
- 1984年（昭和59年） - 土師工区の工事着手
- 1985年（昭和60年） - 福知山工区（3.5km、福知山市野家〜同市字新庄）を事業化
- 1987年（昭和62年） - 福知山工区の用地着手
- 1991年（平成3年） - 土師工区の一部（1.9km、土師バイパス・福知山市長田野〜同市野家）が暫定2車線で開通
- 1992年（平成4年） - 福知山工区の工事着手
- 2001年（平成13年） - 福知山工区の一部（0.5km、福知山市西岡〜同市羽合）が暫定2車線で開通
- 2009年（平成21年） - 福知山工区（福知山市岡〜同市東羽合）が完成4車線で開通
- 2011年（平成23年） - 福知山工区（福知山市東羽合〜同市西羽合）が完成4車線で開通
- 2014年（平成26年） - 福知山工区（福知山市野家〜同市岡）、土師工区が完成4車線で開通

## 地理

### 道路施設
土師工区
- 土師高架橋（L = 491m）
- 新土師川橋（L = 265m）
- 堀高架橋（L = 798m）
- 宮ノ下橋（L = 19m）

福知山工区
- 福知山大橋（L = 137m）

### 交差する道路
- 国道175号（国道176号重複区間）
- 京都府道55号舞鶴福知山線
- 京都府道8号福知山綾部線
- 京都府道523号福知山停車場篠尾線
- 国道429号

### 沿線
- 長田野工業団地
- 陸上自衛隊福知山駐屯地
- 福知山市立南陵中学校
- 国土交通省近畿地方整備局福知山河川国道事務所
- JR西日本山陰本線・福知山線、京都丹後鉄道宮福線 福知山駅
- フレスポ福知山